# Vanessa testacea
Vanessa testacea är en fjärilsart som beskrevs av Pionneau 1924. Vanessa testacea ingår i släktet Vanessa och familjen praktfjärilar. Inga underarter finns listade i Catalogue of Life.